# Aphonopelma arnoldi
Aphonopelma arnoldi é uma espécie de aranha pertencente à família Theraphosidae (tarântulas).